# Seznam slovenskih režiserk avdiovizualnih del
Režija lahko ni primarni poklic ustvarjalke, pogoj za uvrstitev na seznam je režiranje vsaj enega slovenskega avdiovizualnega dela.

## A
- Silvana Abazovska
- Zemira Alajbegović Pečovnik
- Antoneta Alamat Kusijanović
- Maja Alibegović
- Lana Altbauer Breskvar
- Marina Andree Škop
- Vesna Arhar
- Alenka Auersperger
- Nika Autor

## B
- Jasna Babić
- Milka Badjura
- Maja Bahar
- Ana Bahor
- Arijana Baltić
- Iza Sofia Barlović
- Marta Bartczak
- Nina Baznik
- Mina Bergant
- Neja Berger
- Katrin Berginc
- Sara Bezovšek
- Charlene Biju
- Dea Biličič
- Claire Billard
- Katarina Blažič
- Nina Blažin
- Sabina N. Bogoev
- Barbara Borčić
- Gordana Boškov
- Iza Božič
- Jerca Brcar
- Lana Bregar
- Vida Breže
- Ana Brumat
- Dana Budisavljević
- Ana Kristina Budnar
- Barbara Bulatović

## C
- Andrea Celija
- Ana Cerar
- Katja Colja
- Sara Correia

## Č
- Brina Čadež
- Špela Čadež
- Biljana Čakić Veselič
- Silvie Čechová
- Nataša Čiča
- Ana Čigon
- Dragana Čolić
- Teja Črnivec

## D
- Antonella D’Amico
- Dunja Danial
- Michela Di Noia
- Go Dimec Komar
- Urška Djukić
- Danica Dolinar
- Paula Dorinova
- Ana Nuša Dragan
- Nicole P. Drakulič Trninić
- Svetlana Dramlić Jovičič
- Hélène Ducrocq
- Giulia Dussich
- Marija Dzidzeva

## Đ
- Sabina Đogić

## E
- Alexia Eberl
- Juliette El Kadiri
- Amelisa Eminić
- Sharon Engelhart
- Lina Eržen

## F
- Milanka Fabjančič
- Patricia Farah
- Brina Fekonja
- Ina Ferlan
- Linda Fernandes
- Manca Filak
- Dario Frandolič
- Tina Fratnik
- Marta Frelih
- Beti Frim
- Marta Frisco
- Renata Fugošić
- Alenka Furlan Čadež

## G
- Marina Gabor
- Nika Garaševič
- Irena Gatej
- Živa Gerbec
- Elisabetta Gessi
- Sara Ghiani
- Janja Glogovac
- Irena Glonar
- Mery Gobec
- Urša Godina
- Tea Grahek
- Zala Grahor
- Alma Granič Lapajne
- Puja Grubnar Pohar
- Neža Grum
- Marina Gržinić Mauhler
- Zelma Gyorey

## H
- Vida Habjanič
- Sasha Hajzler
- Fayza Harby
- Petra Hauc
- Elle Hesnan
- Ida Hiršenfelder
- Mirjam Hlastan
- Ana Hodošček
- Stella Hood
- Ece Horasanli
- Kaja Horvat
- Ema Hostar
- Veronika Hozjan
- Anamari Hribar
- Jasna Hribernik
- Sanja Hrvaćanin
- Andreja Humar

## I
- Ester Ivakič
- Petra Ivšić

## J
- Sara Jagodic
- Rahela Jagrič Pirc
- Eva Jakopič
- Mija Janžekovič
- Amalija Jelen Mikša
- Dafne Jemeršić
- Gaja Jenko Mihelič
- Simona Jerala
- Hana Jošić
- Gorana Jovanović
- Sandra Jovanovska
- Lola Juarez
- Ivona Juka

## K
- Ajda Kadunc
- Martina Kafol
- Haidy Kancler
- Suada Kapić
- Katerina Karhánková
- Žoel Kastelic
- Hanka Kastelicova
- Divna Kauzlarić
- Sara Kern
- Marjeta Keršič Svetel
- Marija Mia Keserović
- Vesna Klančar
- Vesna Klančer
- Tinkara Klipšteter
- Agata Kochaniewicz
- Maja Kocjan
- Nina Kočar
- Helena Koder
- Nina Kojima
- Ema Kokalj
- Jana Kolarič
- Mojka Končar
- Alenka Konič
- Simona Korošec
- Bojana Kos Grabar
- Urška Kos
- Hannah Koselj Marušič
- Janja Kosi
- Natalija Kosmač
- Tina Košak Koren
- Taja Košir Popovič
- Larisa Kotnik
- Hana Kovač
- Alenka Kraigher
- Jasna Krajinović
- Maja Križnik
- Patricija Krmelj
- Sofiya Kruglikova
- Ivona Kruljac
- Siena Krušič
- Špela Kuclar
- Ema Kugler
- Anja Kuhar
- Aneja Kumar
- Neva Kumelj
- Gaja L. Kutnjak
- Liudmila Kuzmina

## L
- Lara Lacijan
- Tina Lagler
- Zala Lajevec
- Brina Lakše
- Magda Lapajne
- Marie le Hir
- Katja Leitgeb
- Nika Lemut
- Maša Zia Lenardič
- Katja Lenart
- Tina Lešničar
- Anna Loi
- Anita Lopojda
- Katarina Lukec
- Vesna Lutar
- Špela Lutman

## M
- Neli Maraž
- Eva Margon
- Nina Marinčič
- Carolina Markowicz
- Eva Matarranz
- Nataša Matjašec Rošker
- Polona Matjašič
- Uma Mavrič Lobe
- Catherine McGrath
- Anja Medved
- Urša Menart
- Silvana Menđušić
- Jasna Merklin
- Irma Mežnarič
- Teodora Mihai
- Nina Mihelič
- Teja Miholič
- Marika Milkovič Bilanović
- Julia Minet
- Barbara Miše
- Strahinja Mladjenović
- Varja Močnik
- Maja Modrinjak
- Gaja Möderndorfer
- Yuliya Molina
- Katarina Morano
- Sabrina Morena
- Veronica Mota Galindo
- Andrina Mračnikar
- Ema Muc
- Nikolina Mudronja
- Andreja Muha
- Samra Mujić
- Jasa Muller
- Katja Munda Rakar
- Iva Musović
- Jasmina Mustafić

## N
- Larisa Nagode
- Tara Najd Ahmadi
- Tamara Nemeth
- Maša Nešković
- Mateja Nikolić
- Katarina Nikolov
- Izabel Novak Šarotar
- Tina Novak

## O
- Ita Obersnu
- Nika Oblak
- Hermina Ogrič
- Milena Olip
- Nika Otrin
- Ines Ozimek

## P
- Živa Pahor
- Olga Pajek
- Laila Pakalnina
- Anja Paternoster
- Anne Pauline Serres
- Maja Pavlin
- Helena Pavlović Križaj
- Radmila Pavlović
- Ana Pečar
- Raquel Pedreira
- Eva Peljhan
- Sangara Perhaj
- Mila Peršin
- Saša Petejan
- Katja Petelin
- Živa Petrič
- Eva Pivač
- Katja Pivk
- Ana Planinc
- Ula Pogorevčnik
- Sara Polanc
- Helena Ponudič
- Sava Popović
- Ana Prebil
- Lana Predanič
- Maja Prelog
- Maja Prettner
- Klara Primožič
- Aiken Veronika Prosenc
- Nataša Prosenc
- Sonja Prosenc
- Lorina Pučko
- Tadeja Pungerčar

## R
- Daria Radić
- Ramajana Ramić
- Kristina Ravnikar
- Anja Resman
- Katarina Rešek
- Irena Režek
- Sara Rman
- Petra Rodman
- Daniela Rodrigues
- Eva Rogl Mežnar
- Mateja Rokavec
- Irena Romih
- Marina Rosset
- Ana Marija Rossi
- Erika Rossi
- Dženi Rostohar
- Špela Rozin
- Eva J. Rozman
- Monika Rusak
- Pila Rusjan
- Carole Ryavec

## S
- Sara Salonen
- Laura Samani
- Inês Sambas
- Anna Savchenko
- Petra Seliškar
- Tanja Semion
- Polona Sepe
- Nataša Sienčnik
- Carolina Silveira
- Zvonka T. Simčič
- Nataša Sirnik
- Iza Skok
- Hanna Slak
- Aida Smajlović
- Kaja Smrekar
- Eglantine Sohet
- Lana Sonič
- Victoria Spadaccini
- Claudia Spinelli
- Zora Stančič
- Cornelia Steiner
- Hanna Szentpeteri

## Š
- Maša Šarović
- Tina Ščavničar
- Katarina Šedlbauer
- Marija Šeme Baričevič
- Maja Šest
- Julija Ševerkar
- Majda Širca
- Katarina Škofic
- Barbara Škraba
- Aina Šmid
- Nina Šorak
- Maruša Šošterič
- Ana Štular
- Neža Štular
- Apolonija Šušteršič

## T
- Camille Tang Quynh
- Ines Tanović
- Anne Tassel
- Tina Tavčar
- Astra Taylor
- Estel Teodoro
- Janina Tesch
- Martina Testen
- Helene Thuemmel
- Kaja Tokuhisa
- Nika Tomažič
- Claudia Tosi
- Željka Tošić
- Petra Trampuž
- Ana Trebše
- Marta Trela
- Asja Trost
- Marion Trotte

## U
- Andreea Udrea

## V
- Hana Valcl
- Mojca Valič
- Daphne Van Den Blink
- Floor van der Meulen
- Nina Varano
- Nadja Velušček
- Eleonora Veninova
- Nika Vidic
- Mojca Vočko
- Nada Vodušek
- Eka Vogelnik
- Ivana Vogrinc Vidali
- Aleksandra Vokač
- Lena von Döhren
- Katja Vrhovec Andrič
- Nina Vrhovec
- Lea Vučko

## W
- Ida Weiss
- Maja Weiss
- Valerie Wolf Gang
- Anja Wutej

## Z
- Anja Zadnik
- Tina Zadnik
- Ayar Zandi
- Alina Zeichen
- Barbara Zemljič
- Marija Zidar
- Tijana Zinajić
- Zala Zobavnik
- Noemi Zonta
- Pia Zorič
- Maja Zupanc

## Ž
- Maša Žgur
- Kaja Žnidaršič
- Urška Žnidaršič
- Jerneja Žuran